# Беннінгтон (переписна місцевість, Нью-Гемпшир)
Беннінгтон (англ. Bennington) — переписна місцевість (CDP) в США, в окрузі Гіллсборо штату Нью-Гемпшир. Населення — 338 осіб (2020).

## Географія
Беннінгтон розташований за координатами 43°0′13″ пн. ш. 71°55′15″ зх. д. / 43.00361° пн. ш. 71.92083° зх. д. (43.003518, -71.920702).  За даними Бюро перепису населення США в 2010 році переписна місцевість мала площу 1,12 км², уся площа — суходіл.

## Демографія
Згідно з переписом 2010 року, у переписній місцевості мешкала 381 особа в 140 домогосподарствах у складі 97 родин. Густота населення становила 341 особа/км².  Було 154 помешкання (138/км²).
Расовий склад населення:
| - 95,8 % — білих - 1,0 % — азіатів - 0,3 % — чорних або афроамериканців - 1,0 % — осіб інших рас |

До двох чи більше рас належало 1,8 %. Частка іспаномовних становила 1,8 % від усіх жителів.
За віковим діапазоном населення розподілялося таким чином: 28,9 % — особи молодші 18 років, 63,0 % — особи у віці 18—64 років, 8,1 % — особи у віці 65 років та старші. Медіана віку мешканця становила 32,6 року. На 100 осіб жіночої статі у переписній місцевості припадало 95,4 чоловіків;  на 100 жінок у віці від 18 років та старших — 96,4 чоловіків також старших 18 років.
Середній дохід на одне домашнє господарство  становив 60 442 долари США (медіана — 54 583), а середній дохід на одну сім'ю — 69 143 долари (медіана — 69 135). За межею бідності перебувало 8,4 % осіб, у тому числі 8,0 % дітей у віці до 18 років та 0,0 % осіб у віці 65 років та старших.
Цивільне працевлаштоване населення становило 167 осіб. Основні галузі зайнятості: освіта, охорона здоров'я та соціальна допомога — 25,1 %, виробництво — 19,2 %, роздрібна торгівля — 13,8 %, сільське господарство, лісництво, риболовля — 11,4 %.